# Mitchellrapporten

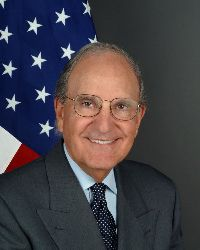
Senator George J. Mitchell ledde utredningen om dopning i Major League Baseball (MLB).

Mitchellrapporten (officiellt Report to the Commissioner of Baseball of an Independent Investigation into the Illegal Use of Steroids and Other Performance Enhancing Substances by Players in Major League Baseball; svensk översättning: "Rapport till basebollkommissarien från en oberoende undersökning av förbjuden användning av steroider och andra prestationshöjande medel bland spelare i Major League Baseball") är ett dokument över en undersökning som genomfördes 2006–2007 av användandet av dopningsmedel bland spelare i Major League Baseball (MLB).

## Bakgrund
Den före detta senatorn George J. Mitchell fick i mars 2006 i uppdrag av Bud Selig, högsta chef för MLB med titeln kommissarie (commissioner), att utreda anklagelser om bruk av prestationshöjande medel bland spelare i ligan. Vid tidpunkten hade ligan kritiserats av flera utomstående bedömare för att inte ta dopningsproblematiken på allvar. Bland annat hade utredningen av BALCO-skandalen lett till anklagelser mot stjärnspelare som Barry Bonds, Gary Sheffield och Jason Giambi om att de använt otillåtna medel.

## Utredningen

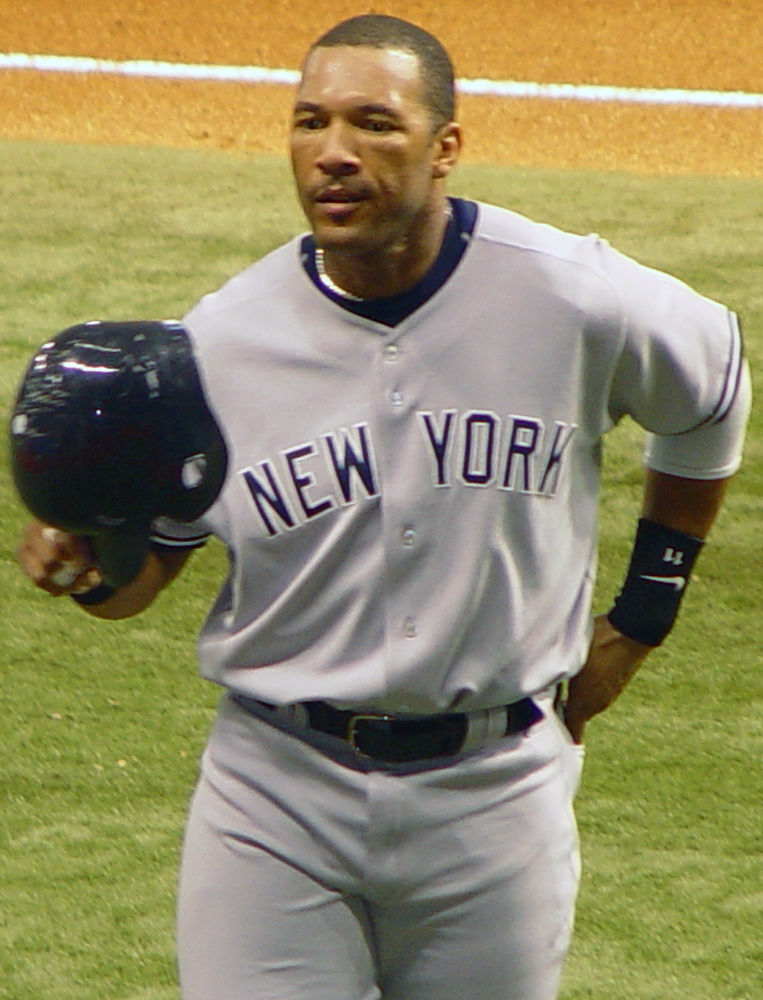
Gary Sheffield, här i New York Yankees dräkt 2005, var en av de spelare som pekades ut i Mitchellrapporten.

Utredningen fokuserade på enskilda spelares eventuella användande av otillåtna prestationshöjande medel och inte den roll som de olika klubbarna eventuellt spelade i att tillhandahålla eller uppmuntra användande. Många spelare valde att inte medverka i utredningen.
Två nyckelpersoner erkände inblandning och pekade ut olika spelare som användare av dopningspreparat. Dels var det Kirk Radomski, en tidigare anställd hos New York Mets som bland annat batboy. Radomski erkände att han distribuerat preparat till spelare i olika klubbar. Det andra nyckelvittnet var Brian McNamee, en personlig tränare till stjärnspelarna Andy Pettitte, Roger Clemens och Chuck Knoblauch och tidigare styrketräningsinstruktör anställd av Toronto Blue Jays och New York Yankees. McNamee erkände att han dels sålt dopningspreparat, dels hjälpt spelare att injicera steroider och tillväxthormon.

## Resultat
Mitchellrapporten lades fram i december 2007. Utredningen kom fram till att många av spelarna i MLB använde otillåtna preparat. Efter att ligan börjat testa 2004 hade de som dopade sig övergått från att använda steroider till att främst använda mänskligt tillväxthormon. 89 aktiva och före detta spelare pekades ut, varav flera tillhörde några av ligans största stjärnor.

## Följder
Flera av spelarna som pekades ut bestred uppgifterna, bland andra Roger Clemens. Andra, som Andy Pettitte, erkände användningen av otillåtna preparat.
Mitchellrapporten fick till följd att MLB skärpte arbetet mot dopning. Alla spelare började testas minst två gånger om året och antalet preparat som testades utökades kraftigt. Straffen hade redan tidigare skärpts till 50 matchers avstängning vid första tillfället en spelare ertappades, 100 matcher vid en andra gång och livstidsavstängning vid en eventuell tredje gång. Numera har straffen höjts till 80 matcher, 162 matcher (en hel säsong) och livstid.